# Ратте (танк)
Landkreuzer P. 1000 «Ratte» (нем. Ratte — «Крыса») — обозначение сверхтяжёлого танка, проект которого разрабатывался в Германии в 1942—1943 годах под руководством Эдварда Гротте. Полное название танка расшифровывается как «сухопутный крейсер весом 1000 тонн „Крыса“». Данный танк иногда называют «сухопутным кораблем».
Примечательно, что в 1931 году в СССР рассматривался проект очень схожей машины, выполненный тем же автором — 1000-тонного танка ТГ-5.

## История
23 июня 1942 года инженер Эдвард Гротте, занимавшийся в министерстве вооружений вопросами строительства подводных лодок, вместе со своим коллегой доктором Гаккером представил Адольфу Гитлеру проект сверхтяжёлого танка «Landkreuzer» (рус. Сухопутный крейсер) массой около 1000 тонн. После обсуждения проекта с рейхсминистром вооружений Альбертом Шпеером 29 декабря разработка чертежей была завершена и проект получил условное обозначение Ratte — «Крыса». Однако непреодолимым препятствием для «Крысы» стало отсутствие технологий и оборудования для производства и здравый смысл Шпеера, который в начале 1943 года закрыл все проекты «Сухопутных крейсеров».

## Конструкция
Танк «Крыса» должен был иметь вес до 1000 тонн. Численность экипажа составляла 21—36 человек. Танк должен был быть крайне большой. Длина по чертежам составляла 35 метров, ширина — 14 метров, а высота — 11 метров. Бронирование танка достигало 150—400 мм. Также предполагалось встроить в танк гараж, где разместят два разведывательных мотоцикла BMW R12, несколько кладовых и санузел. Основным вооружением танка стали две 283-мм корабельные пушки SKC/34, установленные во вращающейся башне, располагавшейся в передней части корпуса. По поводу расположения 128-мм пушки KwK 44 L/55 нет единства у историков: по одной версии одно 128-мм орудие устанавливалось, помимо двух 283-мм, в главной башне, по другой версии в корме танка находились ещё две башни, в которых располагалось по одному 128-мм орудию. В носовой части танка было два 15-мм пулемёта MG 151/15. Также на танк ставилось восемь 20-мм зенитных орудий FlaK 38 в двух счетверённых установках. На танк предполагалось устанавливать восемь 22-цилиндровых судовых двигателей Daimler-Benz MB501, мощностью 2000 л. с., или два 12-цилиндровых судовых двигателя MAN V12Z32/44, мощностью 8400 л. с. каждый. Запас хода танка должен был составлять около 190 километров, а скорость — до 40 км/ч, что очень маловероятно.

## Оценка машины
В сухопутной войне танк «Крыса», обладая низкой подвижностью (вследствие больших размеров и сравнительно низкой удельной мощности), был бы неуязвим для настильного огня артиллерийских орудий (кроме сухопутной артиллерии особой мощности) и обычных противотанковых мин, однако уязвим для бомбардировки с воздуха и гаубичного обстрела, так как единственной защитой от атак с воздуха у него были зенитные установки. Логистическое обеспечение подобной сверхтяжёлой машины представляло бы чрезвычайно сложную проблему; доставка «Крысы» к полю боя могла быть осуществлена только при длительной предварительной инженерной подготовке местности. Сам танк, ввиду высокой заметности и невозможности адекватной маскировки, при любой остановке превращался бы в мишень для гаубичной артиллерии, поражающей его слабозащищённую верхнюю часть. Такие преграды, как многоэтажные дома, такой танк способен разрушить без применения боеприпасов. В то же время, как показывает практика городских боёв, танк, независимо от размера, в этих условиях весьма уязвим. Боекомплект в любом танке крайне ограничен, поэтому, несмотря на довольно мощные орудия «Крысы», их применение вряд ли бы могло отличаться по эффективности от значительно более лёгких танков. Танк «Крыса» мог рассматриваться как одно из возможных воплощений «чудо-оружия», однако его создание не способно было оказать существенного влияния на ход войны. В итоге была построена лишь башня главного калибра, которую установили на бетонное основание и проводили стрельбу (сохранились кадры кинохроники).